# 리투아니아 농구 국가대표팀
리투아니아 농구 국가대표팀(리투아니아어: Lietuvos krepšinio rinktinė)은 리투아니아를 대표하여 국가대항전에 참가하는 농구 국가대표팀으로 리투아니아 농구 연맹에 의해 운영된다. FIBA 농구 월드컵 본선에는 5번 출전하여 2010년 대회에서 동메달을 따냈고 올림픽 농구 본선에는 7번 출전하여 3개의 동메달을 따냈으며 FIBA 유로바스켓 본선에는 14번 참가하여 금메달 3개 은메달 3개 동메달 1개를 획득한 유럽 농구 강호 중 하나로 손꼽힌다.

## 선수 명단

### 주요 선수

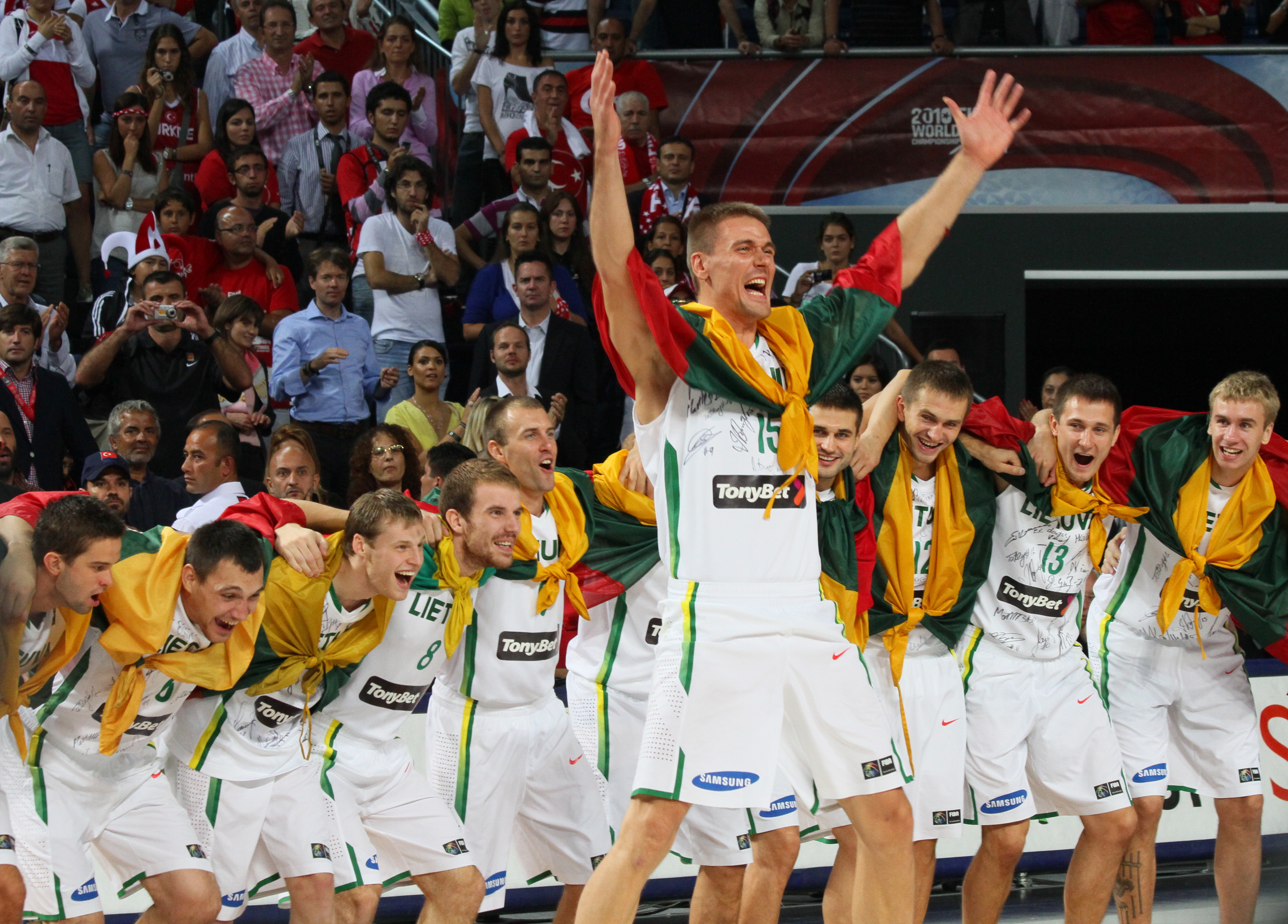
2010년 FIBA 세계 선수권 대회에서의 리투아니아 대표팀.

- 도나타스 모티유나스 (샌안토니오 스퍼스)
- 요나스 발란추나스 (멤피스 그리즐리스)